# سیارک ۹۶۸۶
سیارک ۹۶۸۶ (به انگلیسی: 9686 Keesom، نامگذاری:4604P-L) نه هزار و ششصد و هشتاد و ششمین سیارک کشف شده‌است که در ۲۴ سپتامبر ۱۹۶۰ کشف شد.
قدر مطلق سیارک برابر ۱۵٫۳۰ است.